# Лопуд
Лопуд (хорв. Lopud) — острів в хорватській частини Адріатичного моря, один з Елафітських островів, другий за величиною острів архіпелагу. Відноситься до Дубровницько-Неретванській жупанії Хорватії. Знаходиться за п'ять кілометрів на північний захід від порту Дубровника. Площа острова — 4,38 км ², довжина берегової лінії 14,63. Найвища точка — гора Полачиця, 216 м. У західній частині острова знаходиться однойменне поселення.

## Історія
Археологічні знахідки на острові говорять про те, що острів був населений протягом тисяч років. На острові збереглися залишки стародавніх грецьких, римських і слов'янських споруд. На місці нинішньої вежі Шпаньйола були виявлені фрагменти іллірійської кераміки. Дотепер збереглися безліч топонімів грецького і латинського походження. На Лопуді збереглися залишки хорватського поселення IX століття.
В 1457 році Лопуд став одним із центрів Рагузької республіки. У цей час на острові проживало більше тисячі осіб, економіка острова стабільно росла. Судновласники Лопуда володіли верфями і флотом з 80 суден.
На острові знаходиться парк, в якому з XIX століття ростуть тропічні рослини зі всього світу: бамбук, кактуси та інші.
На Лопуді знаходиться 24 церкви і францисканський монастир.

## Рослинність
На острові, як і на інших островах групи ростуть густі ліси з переважанням алеппської сосни, пінії, маквіс. На острові також ростуть пальми, оливкові та лаврові дерева.

## Економіка
Основа економіки острова заснована на туризмі, ресторанному бізнесі, рибальстві, сільському господарстві та виноградарстві. У селищі є готель «Lafodia». Часто на острів з одноденними екскурсіями приїжджають туристи з сусіднього Дубровника.
У південно-східній частині острова знаходиться бухта з піщаним пляжем Шунь, одним з найкрасивіших на Адріатиці.
На острові працює початкова школа, побудована Іво Кулеваном.

## Населення
Населення острова стабільно скорочується і за останніми даними становить 220 осіб. Згідно з переписом населення 2001 на острові проживало 269 жителів, головним чином хорвати, католики.

## Цікаві факти
Чеський письменник і політик Віктор Дик помер від серцевої недостатності, купаючись біля Лопуду в 1931 році.